# Земља Војиновића
Земља Војиновића, у литератури позната и под називима Област Војиновића, Држава Војислава Војиновића и Држава Николе Алтомановића, је била краткотрајна српска средњовековна држава настала распадом Српског царства у 14. веку.

## Историја
Овом државом владали су велики војвода Војислав Војиновић (око 1355 — 1363), а потом и његов братанац, жупан Никола Алтомановић Војиновић (1366 — 1373). Простирала се у западном делу некадашњег Српског царства, односно, захватала је просторе данашње западне Србије, северозападне Црне Горе, југоисточне Босне и Херцеговине и југоисточне Хрватске. Николу Алтомановића је 1373. године војно поразио савез околних владара, након чега су ови владари поделили његове земље.
Према свом геополитичком положају, Земља Војиновића је обухватала подручје кроз које су пролазили главни трговачки путеви, а на првом месту чувени Дубровачки пут, који је био жила куцавица средњовековне трговине. У време жупана Николе Алтомановића, његова област је обухватала највећи део слива реке Дрине, која је за Николину државу имала исти кључни значај као и река Морава за суседну област Кнеза Лазара. По том основу, Лазарева држава се у историографији назива Моравском Србијом, док се Николина држава у истом смислу означава као Дринска Србија.